# Daniel Jacob van Heusde
Daniel Jacob van Heusde (Haarlem, 19 juli 1848 – Gouda, 15 november 1910) was een Nederlandse kantonrechter, bestuurder en filantroop.

## Leven en werk
Van Heusde werd in 1848 in Haarlem geboren als zoon van de plaatsvervangend rechter André Cornelis van Heusde en Philippina Jacoba van Eewijck. Hij was een kleinzoon van de Utrechtse hoogleraar Philip Willem van Heusde. Hij studeerde rechten en promoveerde op 19 december 1874 op stellingen aan de Universiteit Utrecht. Van Heusden werd in 1876 benoemd tot griffier bij het kantongerecht in Gorinchem en in 1883 in dezelfde functie bij het kantongerecht in Gouda. In 1889 werd hij benoemd tot kantonrechter te Gouda. Deze functie vervulde hij tot 1907. Van Heusde was naast zijn werk als kantonrechter actief op sociaal en cultureel gebied in Gouda. Hij was curator van het Coornhert Gymnasium en voorzitter van de commissie die oppertoezicht hield op de hervormde gemeente. Hij was bestuurder van de vereniging tot wering van de bedelarij in Gouda en actief betrokken bij de bestrijding van de tuberculose in Gouda. Hij financierde in 1906 de restauratie van het achtste glas ("De bestraffing van tempelrover Heliodorus") in de Goudse Sint-Janskerk. Hij overleed in 1910 op 62-jarige leeftijd in zijn woonplaats Gouda. Hij werd op 19 november 1910 begraven in het familiegraf op de Algemene Begraafplaats Te Utrecht.
Na zijn overlijden kon uit een door hem verstrekt legaat van ƒ 25.000 ook nog een veertiental kleinere glazen van de Sint-Janskerk worden gerestaureerd. Andere legaten waren bestemd voor de hervormde diaconie (ƒ 10.000), de wijkverpleging (ƒ 10.000) en voor de sanatoria voor borstlijders (ƒ 20.000).
In Gouda werd bij raadsbesluit d.d. 22 december 1921 de Mr. D.J. van Heusdestraat in de Josephbuurt naar hem genoemd.